# Крашня
Крашня (словен. Krašnja) — поселення в общині Луковиця, Осреднєсловенський регіон, Словенія. 
Висота над рівнем моря: 398,6 м.